# Diplocyclos tenuis
Diplocyclos tenuis är en gurkväxtart som först beskrevs av Kl., och fick sitt nu gällande namn av Charles Jeffrey. Diplocyclos tenuis ingår i släktet Diplocyclos och familjen gurkväxter. Inga underarter finns listade i Catalogue of Life.